# Vassilikí Panetsídou
Vassilikí Panetsídou (grec moderne : Βασιλική Πανετσίδου) est une karatéka grecque née le 18 juillet 1989. 
Elle a remporté la médaille de bronze du kumite moins de 68 kilos aux championnats d'Europe de karaté 2009 à Zagreb, la médaille d'argent aux Jeux méditerranéens de 2009 à Pescara, avant d'obtenir la médaille d'or dans la même catégorie aux championnats d'Europe de karaté 2010 à Athènes. 
Elle est médaillée d'argent aux championnats d'Europe de karaté 2021 à Poreč et médaillée de bronze aux championnats d'Europe de karaté 2022 à Gaziantep.